# تور بزرگ شطرنج ۲۰۲۵
تور بزرگ شطرنج ۲۰۲۵ (انگلیسی: Grand Chess Tour 2025)، دهمین دوره از این مجموعه مسابقات شطرنج معتبر، شامل شش تورنمنت با مجموع جوایز ۱٫۶ میلیون دلار است. این تور از دو تورنمنت با کنترل زمانی کلاسیک، سه تورنمنت با کنترل زمانی سریع‌تر (رپید و بلیتز) و همچنین فینال‌های GCT در سائو پائولو تشکیل شده که برای اولین بار از سال ۲۰۱۹ برگزار می‌شود. این رویداد، دهمین سالگرد تأسیس تور بزرگ شطرنج را جشن می‌گیرد و اهمیت ویژه‌ای در تقویم شطرنج حرفه‌ای دارد.
قالب مسابقات به این صورت است که تورنمنت‌های رپید و بلیتز شامل دو بخش هستند: رپید (۲ امتیاز برای برد، ۱ امتیاز برای مساوی) و بلیتز (۱ امتیاز برای برد، ۰٫۵ امتیاز برای مساوی). نتایج ترکیبی هر دو بخش در جدول کلی امتیازات لحاظ می‌شود. چهار بازیکن برتر پس از پنج تورنمنت اول، به فینال تور در سائوپائولو راه پیدا می‌کنند. این فینال‌ها شامل مسابقاتی با ۲ بازی کلاسیک، ۲ بازی رپید و ۴ بازی بلیتز خواهد بود. امتیازدهی در فینال‌ها متفاوت است: ۶ امتیاز برای برد کلاسیک، ۴ امتیاز برای برد رپید و ۲ امتیاز برای برد بلیتز.
امتیازات تور و جوایز نقدی بر اساس جایگاه کسب شده در هر تورنمنت اهدا می‌شوند. به عنوان مثال، نفر اول در مسابقات کلاسیک ۱۰۰٬۰۰۰ دلار، در رپید و بلیتز ۴۰٬۰۰۰ دلار و در فینال تور بزرگ شطرنج ۱۵۰٬۰۰۰ دلار دریافت می‌کند. نفر اولی که بدون نیاز به پلی‌آف به صورت قاطعانه برنده شود، به جای ۱۲ امتیاز، ۱۳ امتیاز تور کسب خواهد کرد. در صورت تساوی امتیازات بین بازیکنان، جوایز نقدی و امتیازات تور به‌طور مساوی بین آنها تقسیم می‌شود که این امر به عدالت در رقابت‌ها کمک می‌کند.
ترکیب بازیکنان برای تور ۲۰۲۵ در ۲۶ فوریه اعلام شد و شامل ۹ بازیکن برتر است. این بازیکنان شامل سه نفر برتر دوره قبلی و شش بازیکن دیگر هستند که بر اساس عواملی مانند رنکینگ URS، رده‌بندی الو، «روحیه جنگندگی و روحیه ورزشی» انتخاب شده‌اند. از جمله بازیکنان برجسته این دوره می‌توان به فابیانو کاروانا، گوکش دی، نادربیک عبدالستارف و علیرضا فیروزجا اشاره کرد که نویدبخش رقابت‌های جذاب و هیجان‌انگیزی در این دوره از تور بزرگ شطرنج هستند.